# Real thuộc địa Tây Ban Nha

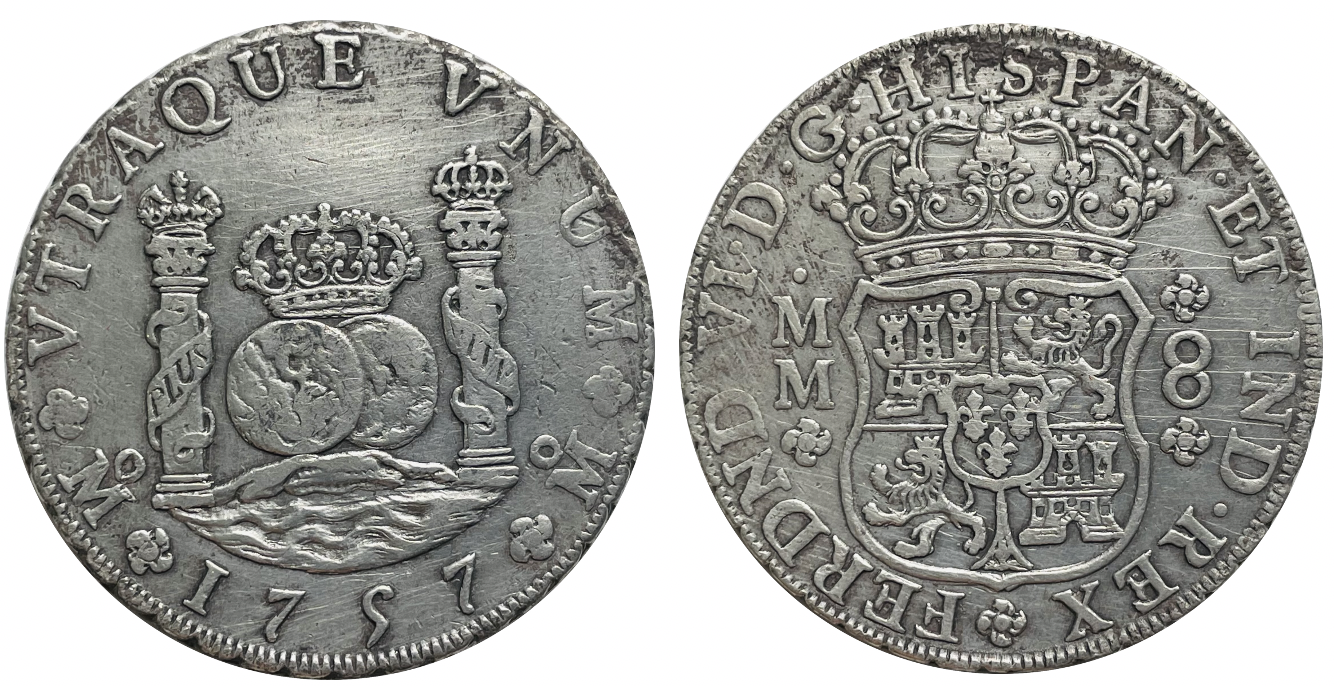
8 reales Fernando VI,Phó vương quốc Tân Tây Ban Nha - 1757 MM

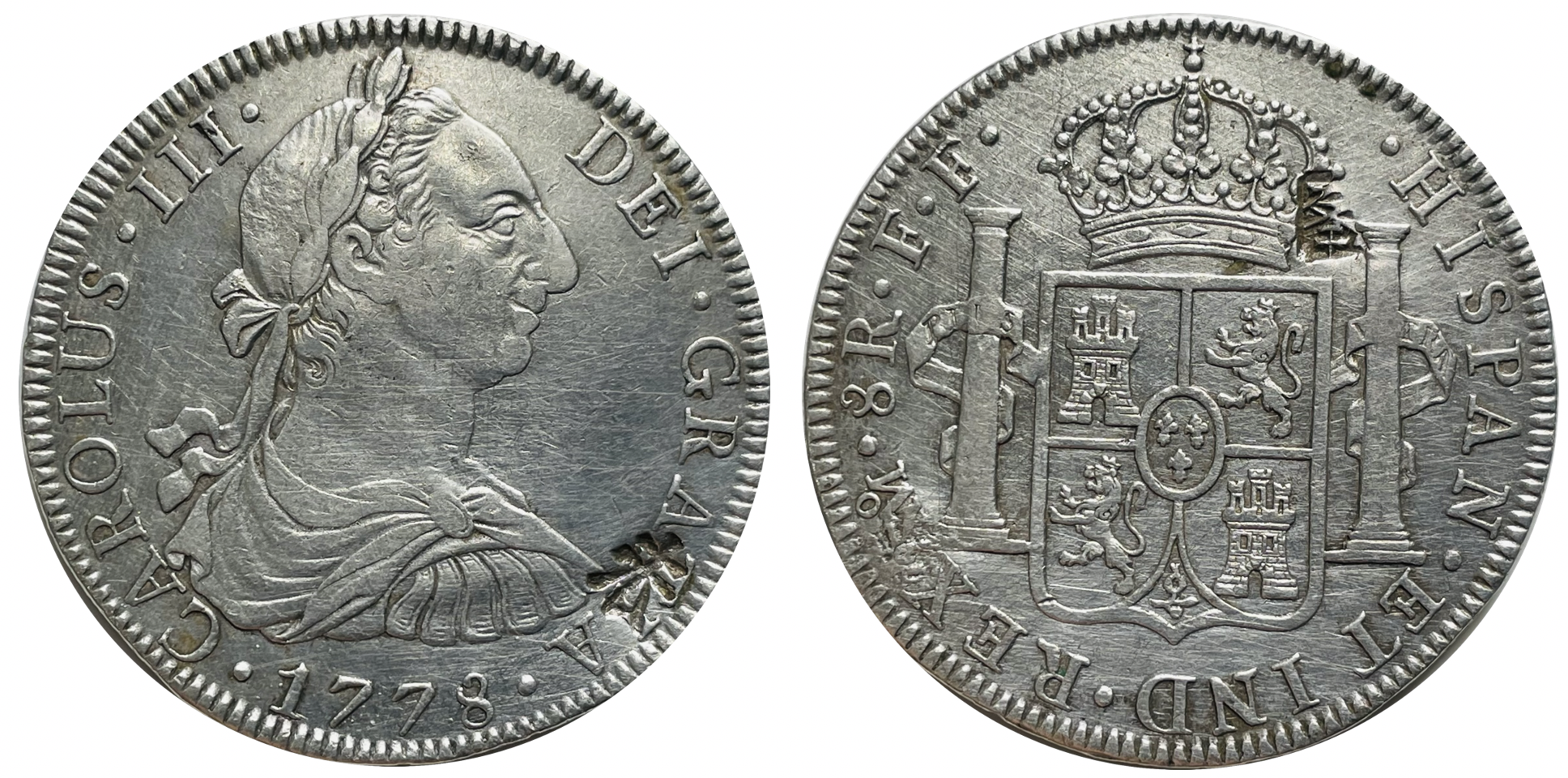
8 reales Carlos III,Phó vương quốc Tân Tây Ban Nha - 1778 FF chopmark

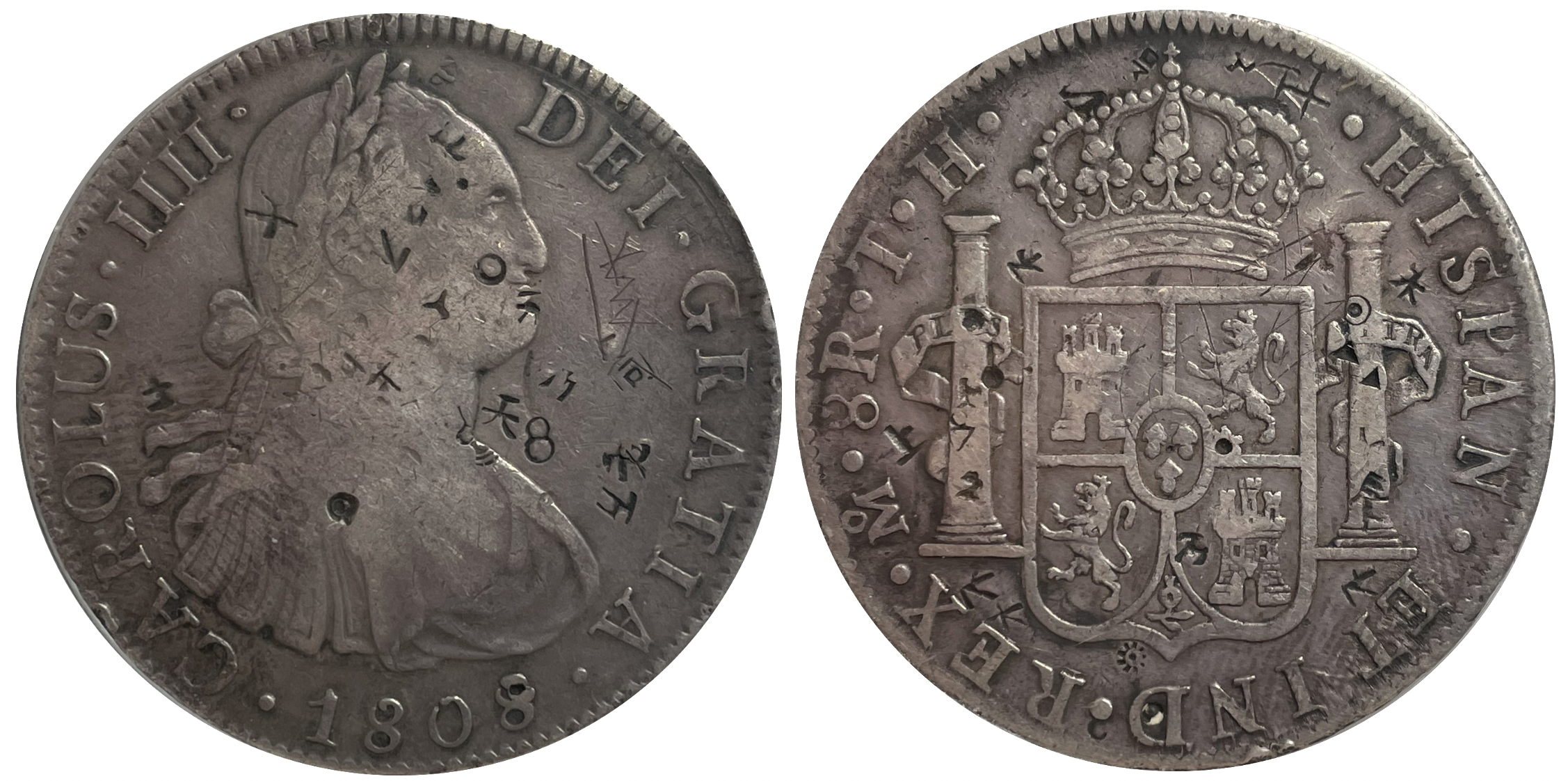
8 reales Carlos IV, Phó vương quốc Tân Tây Ban Nha - 1808 chopmark

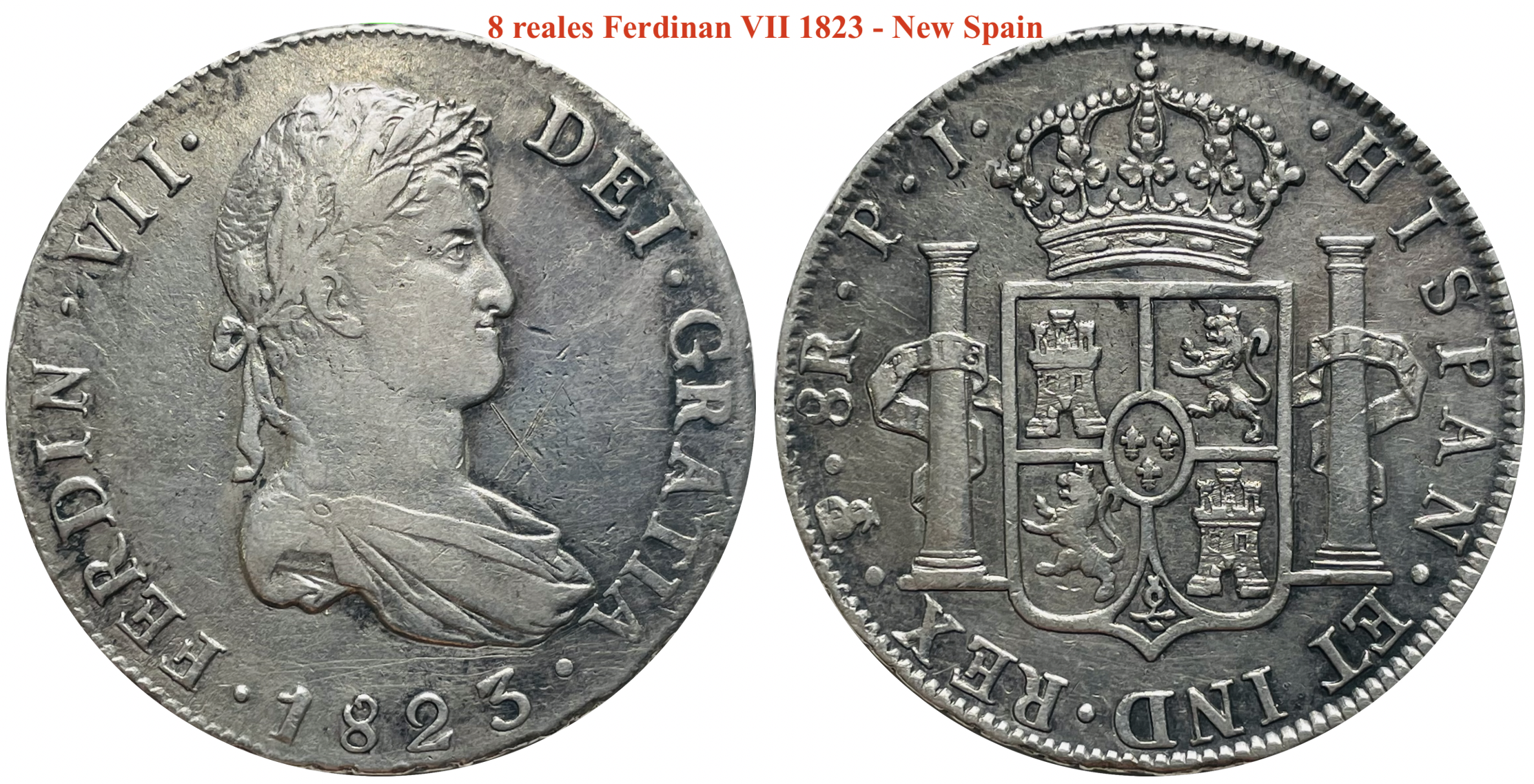
8 reales Fernando VII, Phó vương quốc Río de la Plata - 1823 PTSPJ

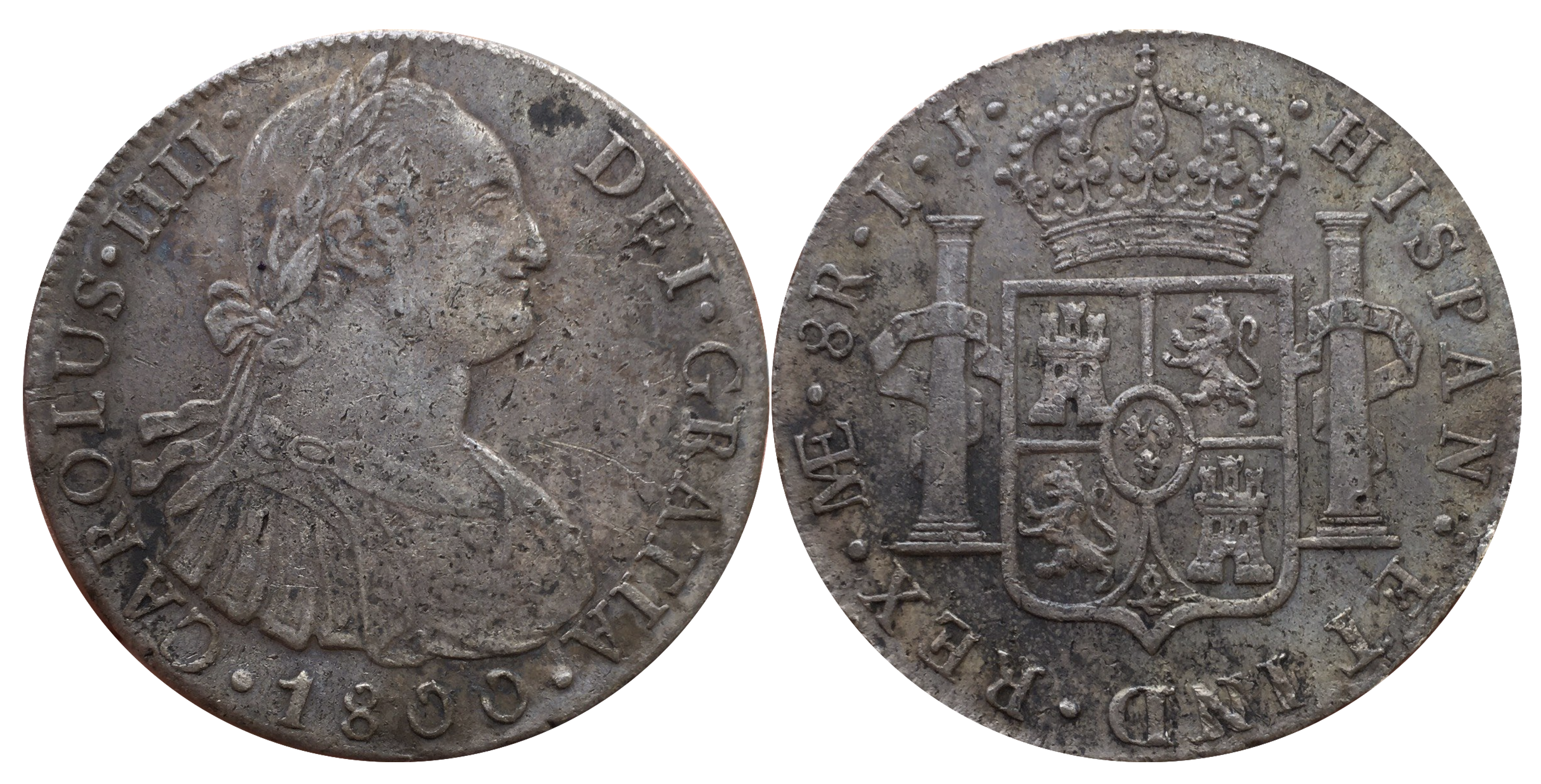
8 real Carlos IV - 1800, đúc và lưu hành tại Phó vương quốc Peru

Đồng bạc real (Tiếng Tây Ban Nha: real de plata), là tiền tệ của các thuộc địa Tây Ban Nha tại châu Mỹ và Phillippines. Vào thế kỷ XVII, đồng real bạc được đúc và xác định tỷ giá bằng 2 đồng real Tây Ban Nha (reales de vellón), hoặc 68 đồng maravedís. Đồng escudos vàng (có trị giá bằng 16 real bạc) cũng được phát hành. Đồng tiền được lưu hành khắp các thuộc địa của Tây Ban Nha và đồng 8 real được gọi bằng tiếng Anh là dollar Tây Ban Nha, trở thành một tiền tệ tiêu chuẩn quốc tế mà về sau này các đế quốc khác như Anh, Nhật Bản, Pháp... đã cho đúc xu bạc tương tự để giao thương với châu Á được gọi chung là Đô la thương mại.
Một cuộc cải cách tiền tệ vào năm 1737 đã đưa tỷ giá đồng real bạc bằng 2,5 đồng real Tây Ban Nha hay 85 đồng maravedís. Đồng xu này được gọi là fuerte de plata, trở thành tiêu chuẩn mới, được phát hành dưới dạng tiền xu bạc cho đến đầu thế kỷ XIX. 1 escudos vàng có trị giá bằng 16 reales de plata fuerte.

## Lịch sử
Đồng bạc real được sản xuất tại các xưởng đúc tiền ở Bogotá, Caracas, Guatemala, Lima, Mexico, Popayán, Potosí, Santo Domingo và Santiago. Bạn có thể xem chi tiếc tại đây:
1. Real Colombia
2. Real Mexico
3. Real Peru
4. Real Santo Domingo
5. Real Venezuela

Sau khi các thuộc địa của Tây Ban Nha giành độc lập, đồng real được thay thế bằng các loại tiền cũng có mệnh giá là real và escudos, bao gồm: real Argentina, real Cộng hoà Trung Mỹ, real Ecuador, real Honduras, real Paraguay, real Santo Domingo.

## Đồng xu
Từ năm 1572 đến năm 1773, tiền tệ tại các thuộc địa Tây Ban Nha là những đồng xu được đúc bằng chất liệu bạc. Ban đầu những đồng xu này được tạo ra bằng cách cắt ra từ một thanh bạc và dùng búa đập vào khuôn đồng xu, tuy chúng có trọng lượng chính xác, nhưng đôi khi hàm lượng bạc bị giảm đi so với mức tiêu chuẩn được cam kết. Dạng xu đập khuôn này có hình dáng không cân đối và đẹp mắt như xu được gia công, chúng có hình dáng bất thường, đặc biệt nếu một đồng xu quá dày sẽ bị thợ đúc cắt nhỏ để xu có trọng lượng thích hợp. Sau năm 1732, những xu bạc có hình dạng thẩm mỹ hơn được sản xuất bởi các máy ép trục vít. Các mệnh giá của xu bạc gồm có: 1/2, 1, 2, 4 và 8 real. Khi được lưu hành tại vùng New England, những đồng xu lớn có thể bị cắt ra để tạo ra các mệnh giá nhỏ hơn phục vụ cho việc tiêu dùng, những xu nhỏ bị cắt này có biệt danh là "bit", nên "hai bit" có nghĩa là 1/4 dollar.
Không giống như ở Tây Ban Nha, các xu bằng chất liệu đồng không được sản xuất bởi các xưởng đúc thuộc địa. Hầu hết các xu bạc được phát hành có mệnh giá 1/4, 1/2, 1, 2, 4, và 8 real và tiền vàng với các mệnh giá 1/2, 1, 2, 4, và 8 escudos. Các trường hợp ngoại lệ là xưởng đúc tiền Santo Domingo, đã gây được một tiếng vang lớn vào thế kỷ XVI và xưởng đúc tiền Caracas đã phát hành một phần nhỏ tiền xu bằng chất liệu đồng vào đầu thế kỷ XIX để tạo điều kiện thuận lợi cho thương mại.